# Gel (pharmacie galénique)
Pour les articles homonymes, voir Gel.
En pharmacie galénique et selon la pharmacopée européenne, un gel est une forme galénique liquide gélifié à l’aide d’agents gélifiants utilisée pour l’administration d’au moins un principe actif de médicament par différentes voies d’administration.

## Composition
Les gels sont formés par un agent gélifiant dispersé uniformément dans une phase continue. La quantité d’agent gélifiant varie, entre autres, selon la fonction principale du gel : un gel lubrifiant contiendra par exemple moins d’agents gélifiants qu’un gel dermatologique.
Ils contiennent aussi au moins un principe actif dissout ou dispersé dans cette phase.
Ils peuvent aussi contenir des agents humectants tels que le propylène glycol, le glycérol ou le sorbitol, des tampons pH, des agents de conservation, des agents chélatants, des parfums et des colorants.

### Gels lipophiles
Les gels lipophiles sont composés d'une phase continue hydrophobe. Si cette phase est huileuse, on parle alors d’oléogels.
La phase continue est une huile minérale telle que la paraffine liquide ou une huile grasse. Les agents gélifiants seront du polyéthylène ou de la silice pyrogénée respectivement.

### Gels hydrophiles
Les gels hydrophiles sont composés d'une phase continue lipophobe. Si cette phase est aqueuse, on parle alors d'hydrogels.
La phase continue est de l’eau, du glycérol et / ou du polyéthylène glycol. Les agents gélifiants peuvent être des poloxamères, de l’amidon, des éthers de la cellulose (carboxyméthylcellulose sodique, hydroxypropyl cellulose (en), méthylcellulose, éthylcellulose, hydroxypropyl méthyl cellulose, hydroxyéthyl cellulose (en) ou des carbomères.

## Voies d’administration
Les gels permettent un contact prolongé avec la surface qu'ils couvrent. C'est pour cette raison, qu'ils sont utilisés pour l’administration de médicaments par différentes voies telles que la voie cutanée (grandes zones pileuses et cuir chevelu), la voie vaginale, la voie ophtalmique et la voie parentérale.
Dans ce dernier cas, on parle de gels injectables. Ces gels sont destinés à être administrés grâce à un dispositif médical d’injection tel qu'une seringue. Ils sont utilisés en médecine esthétique, en orthopédie, en ophtalmologie. Les gels injectables sont généralement :
- des gels physiques ayant des propriétés de rhéofluidification (exemple gel d’acide hyaluronique)
- des thermogels qui permettent une administration aisée à température ambiante sous forme liquide, puis une gélification in situ à la température corporelle propice au maintien en place de la forme pharmaceutique et au contrôle de la libération du principe actif incorporé. Dans ces gels, l'agent gélifiant est un polymère thermosensible tel que les poloxamers.